# جیم فالز (ویسکانسین)
جیم فالز (به انگلیسی: Jim Falls) یک منطقهٔ مسکونی در ایالات متحده آمریکا است که در شهرستان چیپوا، ویسکانسین واقع شده‌است. جیم فالز ۲۳۷ نفر جمعیت دارد و ۲۹۱٫۰۹ متر بالاتر از سطح دریا واقع شده‌است.